# Bob vid olympiska vinterspelen för ungdomar 2020
Bob vid olympiska vinterspelen för ungdomar 2020 arrangerades i St. Moritz-Celerina Olympic Bobrun mellan den 19 och 20 januari 2020.

## Medaljsummering

### Medaljtabell
| Pl. | Nation        | Guld | Silver | Brons | Totalt |
| --- | ------------- | ---- | ------ | ----- | ------ |
| 1   | Rumänien      | 2    | 0      | 0     | 2      |
| 2   | Tyskland      | 1    | 0      | 1     | 2      |
| 3   | Slovakien     | 0    | 1      | 0     | 1      |
| 4   | Liechtenstein | 0    | 0      | 1     | 1      |
|     | Totalt        | 3    | 1      | 2     | 6      |

### Medaljörer
| Event                        | Guld                                           | Guld    | Silver                       | Silver         | Brons                       | Brons   |
| Monobob, pojkar Detaljer...  | Alexander Czudaj Tyskland Andrei Nica Rumänien | 2.24,80 | Inte tilldelad               | Inte tilldelad | Quentin Sanzo Liechtenstein | 2.25,18 |
| Monobob, flickor Detaljer... | Georgeta Popescu Rumänien                      | 2.26,84 | Viktória Čerňanská Slovakien | 2.27,35        | Celine Harms Tyskland       | 2.27,36 |